# بيرجيت روكمايير
بيرجيت روكمايير (بالألمانية: Birgit Rockmeier)‏ (و. 1973  م) هي منافسة ألعاب القوى، وعداءة سريعة ألمانية، ولدت في موسبورغ، شاركت في الألعاب الأولمبية الصيفية 2004، والألعاب الأولمبية الصيفية 2000، والألعاب الأولمبية الصيفية 1996.

## روابط خارجية
- بيرجيت روكمايير على موقع الاتحاد الدولي لألعاب القوى (الإنجليزية)
- بيرجيت روكمايير على موقع الاتحاد الأوروبي لألعاب القوى (الإنجليزية)
- بيرجيت روكمايير على موقع أوليمبيديا (الإنجليزية)